# Grothendiecks existenssats
Inom matematiken är Grothendiecks existenssats, introducerad by Grothendieck (1961, section 5), ett resultat som ger krav för att kunna lyfta infinitesimala deformationer av ett schema till en deformation, och för att kunna lyfta scheman över infinitesimala omgivningar över ett delschema av ett schema S till scheman över S.